# Норман Коупленд
Норман Коупленд (англ. Norman Copeland, *8 серпня 1900 р., Джарроу, Велика Британія — †12 січня 1995 р., м. Вінчестер, Велика Британія) — британський священик, військовий капелан, автор популярної книги «Психологія і солдат» («Psychology and the Soldier. The Art of Leadership»), офіцер Ордена Британської Імперії.

## Життєпис
Норман Коупленд народився 8 серпня 1900 року у місті Джарроу на північному сході Англії, у родині морського інженера Чарльза Сміта Коупленда та його дружини Елеонори. Після закінчення Вищої школи у Джарроу, поступив 1922 року у коледж Даремського університету, де вивчав мистецтва (1922—1923), теологію (1924—1925), здобув ступінь бакалавра (30 червня 1925 р.) та магістра (13 грудня1930 р.).
Був висвячений єпископом Даремським у сан диякона Англіканської церкви у 1925 році та у сан настоятеля у 1926 році. З 1925 до 1928 року служив як парафіяльний священик у парафії Біміш на півночі графства Дарем.
У 1928 році отримав дозвіл на відправу богослужінь у Церкві Христа у Вестмінстері, а наступного року був призначений військовим капеланом 4-го класу. Службу на посадах капелана проходив у Олдершоті (1929—1930), Кеттеріку (1930—1932), Гілсі (1932—1934), на Мальті (1934—1939), у Ларкгіллі (1939—1941), у Військовому коледжі у місті Ріл на півночі Уельсу, що готував офіцерів інженерно-технічних спеціальностей (25.04.1941-19.01.1942); у церкві Св. Марії гарнізону Дуврського замку (1942), на Золотому Березі (1942—1943), в Пуні (1943—1944), Сінгапурі та Бірмі (1945—1946), на Цейлоні (1946—1947), на Кіпрі (1947—1948); був заступником Головного капелана (військовим капеланом 2-го класу) Лондонського округу з правом відправляти богослужіння у дієцезії Лондона (1948—1951); заступником Головного капелана 2-ї піхотної дивізії Британських військ на Рейні (1951—1952), капеланом Рейнського округу (1952—1954).
Був відзначений Головнокомандувачем британськими Збройними Силами королем Георгом VI у донесенні від 4 травня 1946 р. за видатні заслуги під час служби у Бірмі.
Вийшов на пенсію 31 березня 1954 року. Того ж року був нагороджений Орденом Британської імперії та як Офіцер Ордена (OBE) запрошений на урочистий прийом на честь дня народження королеви Єлизавети Другої.
Після звільнення з військової служби працював парафіяльним священиком церкви Святого Лаврентія у Готемі, Ноттінгемшир (1954—1971) та капеланом Шпиталю Св. Івана Хрестителя, дієцезії міста Вінчестер (1971—1979).
Помер 12 січня 1995 року та похований у Вінчестері, графство Гемпшир.

## Психологія і солдат (книга)

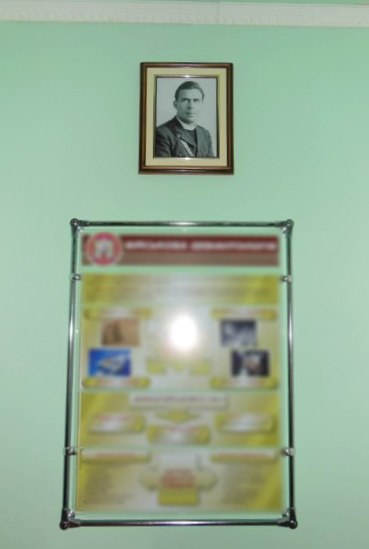
Портрет Н.Коупленда на кафедрі Морально-психологічного забезпечення діяльності військ Національної академії сухопутних військ імені гетьмана Петра Сагайдачного у Львові, Україна. 2014 р.

Перше відоме на сьогодні видання книги «Психологія і солдат. Мистецтво лідерства» (Psychology and the Soldier: the Art of Leadership) вийшло в США 1942 року у видавництві «The Military Service Publishing Company», м. Гаррісберг, штат Пенсільванія.
У 1944 році книгу видано у Великій Британії видавництвом George Allen & Unwin Ltd., Лондон, з передмовою генерала Сера Волтера Кірка.
У 1958 році книга у перекладі російською мовою була вперше видана в Радянському Союзі військовим видавництвом Міністерства оборони СРСР («Воениздат»), з передмовою доктора педагогічних наук полковника Єгорова Т. Г. і кандидата історичних наук полковника Куліша В. М.
Книга неодноразово перевидавалась, зокрема: у США — в 1951 році (четверте видання, доопрацьоване автором, видавництво «The Military Service Publishing Company», м. Гаррісберг, штат Пенсільванія);
в СРСР — в 1991 році (видавництво Москва: Воениздат), з передмовою кандидата психологічних наук полковника В. Ф. Перевалова. Обидва радянські видання (1958 та 1991 рр.) перекладені з американського видання 1951 року.
Завдяки простому і образному стилю написання книга і досі викликає зацікавлення та використовується для навчання військовослужбовців основам військової психології, у тому числі й в Україні.
Американське видання книги складається з двох частин, кожна з яких містить по 10 розділів.
Частина І. Психологія і моральний дух (Part I. Psychology and Morale / у російському перекладі 1958 р., далі — «рос. Психология и моральное состояние войск»)
- Розділ 1. Американська військова психологія (I. American Military Psychology / «рос. Американская военная психология»)
- Розділ 2. Моральний дух: секретна зброя (II. Morale: The Secret Weapon / «рос. Моральное состояние войск — секретное оружие»)
- Розділ 3. Моральний дух: його виховання (III. Morale: Its Inculcation / «рос. Моральное воспитание войск»)
- Розділ 4. Страх (IV. Fear / «рос. Страх»)
- Розділ 5. Призначення дисципліни (V. The Purpose of Discipline / «рос. Назначение дисциплины»)
- Розділ 6. Психологія дисципліни (VI. The Psychology of Discipline / «рос. Психология дисциплины»)
- Розділ 7. Психологія дисципліни — продовження (VII. The Psychology of Discipline — Continued / «рос. Психология дисциплины (Продолжение)»
- Розділ 8. Жінки (VIII. Women / «рос. Женщины»)
- Розділ 9. Бойовий дух (IX. Fighting Spirit / «рос. Боевой дух»)
- Розділ 10. Ідеали (X. Ideals / «рос. Идеалы»)

Частина II. Психологія і лідерство (Part II. Psychology and Leadership / «рос. Психология и руководство»)
- Розділ 11. Атрибути лідера (XI. The Attributes of a Leader / «рос. Характерные особенности руководителя»)
- Розділ 12. Характер і особистість (XII. Character and Personality / «рос. Характер и индивидуальность»)
- Розділ 13. Престиж (XIII. Prestige / «рос. Авторитет»)
- Розділ 14. Особистість і мова (XIV. Personality and Speech / «рос. Индивидуальность и речь»)
- Розділ 15. Психологія навчання (XV. Psychology of Instruction / «рос. Психология обучения»)
- Розділ 16. Особистий приклад (XVI. Example / «рос. Воспитание примером»)
- Розділ 17. Що є важливого в імені людини? (XVII. What's In a Name? «рос. Важность имени»)
- Розділ 18. Мистецтво лідерства (XVIII. The Art of Leadership / «рос. Искусство руководства»)
- Розділ 19. Турбота про людей (XIX. Care of Men / «рос. Забота о солдатах»)
- Розділ 20. Командний дух (XX. Team Spirit / «рос. Дух товарищества»)

Британське видання 1944 року не має поділу на частини і містить 14 розділів:
- Розділ 1. Атрибути лідера (I. The Attributes of a Leader)
- Розділ 2. Характер і особистість (II. Character and Personality)
- Розділ 3. Престиж (III. Prestige)
- Розділ 4. Особистість і мова (IV. Personality and Speech)
- Розділ 5. Психологія навчання (V. Psychology of Instruction / «рос. Психология обучения»)
- Розділ 6. Особистий приклад (VI. Example)
- Розділ 7. Що є важливого в імені людини? (VII. What's In a Name?)
- Розділ 8. Мистецтво лідерства (VIII. The Art of Leadership)
- Розділ 9. Турбота про людей (IX. Care of Men)
- Розділ 10. Командний дух (X. Team Spirit)
- Розділ 11. Моральний дух: секретна зброя (XI. Morale: The Secret Weapon)
- Розділ 12. Страх (XII. Fear)
- Розділ 13. Психологія дисципліни (XIII. The Psychology of Discipline)
- Розділ 14. Ідеали (XIV. Ideals)

Обкладинка першого американського видання книги, 1942 р.
Обкладинка першого радянського видання книги, 1958 р.
Обкладинка другого радянського видання книги, 1991 р.